# I tre filosofi (opera)
I tre filosofi è un'opera in due atti di Antonio Salieri, su libretto di Giovanni De Gamerra. L'opera rimase incompiuta e non fu mai rappresentata.